# La Hérie
La Hérie é uma comuna francesa na região administrativa de Altos da França, no departamento de Aisne. Estende-se por uma área de 4,22 km². Em 2010 a comuna tinha 141 habitantes (densidade: 33,4 hab./km²).